# Scotton (Harrogate)
Scotton – wieś w Anglii, w hrabstwie North Yorkshire, w dystrykcie (unitary authority) North Yorkshire. Leży 29 km na zachód od miasta York i 295 km na północ od Londynu. Miejscowość liczy 283 mieszkańców.